# Erick Scott
Pour les articles homonymes, voir Scott.
Erick Arnoldo Scott Bernard (né le 29 mai 1981 à Puerto Limón au Costa Rica) est un footballeur international costaricien, qui évoluait au poste d'attaquant.

## Biographie

### Carrière en sélection
Avec l'équipe du Costa Rica, il joue 28 matchs (pour 7 buts inscrits) entre 2002 et 2012. Il figure notamment dans le groupe des sélectionnés lors de la Gold Cup de 2003.
Il participe également aux JO de 2004 organisés en Grèce.
Il joue enfin la Coupe du monde des moins de 20 ans 2001 à Salta.